# Chinlestegophis jenkinsi
Chinlestegophis jenkinsi — викопний вид земноводних ряду Темноспондили (Temnospondyli), що існував у кінці тріасового періоду, 221—206 млн років тому. Вид є близьким родичем сучасних черв'яг.

## Історія досліджень
Описаний у 2017 році командою американських палеонтологів з Університету Південної Каліфорнії по скам'янілих рештках, що виявлені у відкладеннях формації Чінле у штаті Колорадо, США. Останки двох особин C. jenkinsi у 1999 році знайшов палеонтолог Браян Смолл (Bryan Small); описати вид і встановити місце тварини в еволюційному дереві допомогли Адам Гаттенлокер (Adam K. Huttenlocker) і Джейсон Прадо (Jason D. Pardo). Матеріал першого зразка складався з черепа, ребер, фрагмента хребта, плечового пояса і кінцівок. Від другого залишився тільки череп. Скам'янілості розташовувалися всередині фрагментів скам'янілих нір. Щоб заглянути всередину каменя, палеонтологам довелося вдатися до тривимірної рентгенографії.

## Опис
Тварини були невеликими: довжина черепа становила близько 2,5 см. У довжину вони виростали приблизно до 30 см, хоча точні розміри їх невідомі, так як цілих кістяків цих тварин знайти поки не вдалося. Жили вони глибоко у вологому ґрунті в заболочених місцевостях. Основу харчового раціону становили комахи.